# Гуринское (сельское поселение)
Гуринское — упразднённое муниципальное образование со статусом сельского поселения в Сюмсинском районе Удмуртии Российской Федерации.
Административный центр — село Гура.

## История
Статус и границы сельского поселения установлены Законом Удмуртской Республики от 15 ноября 2004 года № 61-РЗ «Об установлении границ муниципальных образований и наделении соответствующим статусом муниципальных образований на территории Сюмсинского района Удмуртской Республики».
К 18 апреля 2021 года было упразднено в связи с преобразованием района в муниципальный округ.

## Население
| 2010 | 2012 | 2013 | 2014 | 2015 | 2016 | 2017 |
| ---- | ---- | ---- | ---- | ---- | ---- | ---- |
| 580  | ↘552 | ↘541 | ↘521 | ↘506 | ↘504 | ↘469 |
| 2018 | 2019 | 2020 |      |      |      |      |
| ↘452 | ↘442 | ↘433 |      |      |      |      |

## Состав сельского поселения
| №  | Населённый пункт | Тип населённого пункта       | Население |
| -- | ---------------- | ---------------------------- | --------- |
| 1  | Берёзовка        | деревня                      | ↗2        |
| 2  | Визил            | деревня                      | ↘12       |
| 3  | Гура             | село, административный центр | ↘297      |
| 4  | Зятцы            | деревня                      | →26       |
| 5  | Ключёвка         | деревня                      | ↘128      |
| 6  | Лемы             | деревня                      | →23       |
| 7  | Новые Гайны      | деревня                      | ↘22       |
| 8  | Старые Гайны     | деревня                      | ↘12       |
| 9  | Старый Кузлук    | деревня                      | ↘5        |
| 10 | Тылыглуд         | деревня                      | ↗21       |
| 11 | Ходыри           | деревня                      | →4        |
| 12 | Шмыки            | деревня                      | ↘0        |